# Dietrich von Choltitz
El General der Infanterie Dietrich Hugo Hermann von Choltitz (9 de novembre de 1894 – 4 de novembre de 1966) va ser un militar alemany, general d'infanteria de la Wehrmacht durant la Segona Guerra Mundial. Va ser el governador militar de París durant els darrers dies de l'ocupació alemanya. Afirmà haver desobeït l'ordre de Hitler de deixar la ciutat en runes durant les darreres etapes de la guerra, tot i que això és discutit.

## Biografia
Ingressà a l'exèrcit el 6 de març de 1914, sent Fähnrich al 107è regiment d'infanteria fins a l'agost, quan el regiment es trasllada al front. Durant la I Guerra Mundial, von Choltiz serví com a tinent d'infanteria amb l'exèrcit de Saxònia al Front Occidental, guanyant la Creu de Ferro de 1a classe. Després del Tractat de Versalles es quedà al Reichswehr durant la República de Weimar, esdevenint capità de cavalleria el 1929. Posteriorment esdevindria comandant del 3r batalló del Luftlande-Infanterieregiment 16, primer com a major i, des de 1938, com a tinent coronel.

### Segona Guerra Mundial
Durant la Segona Guerra Mundial, el batalló de von Choltitz va participar successivament en les campanyes de Polònia, els Països Baixos i Bèlgica. Va rebre l'ordre d'ocupar Rotterdam mitjançant us assalt aeri el 10 de maig de 1940, missió per la qual rebria la Creu de Cavaller de la Creu de Ferro. El 10 de setembre de 1940 passà a comandar el 16è Regiment; sent promogut a coronel l'1 d'abril de 1941. En la guerra amb la Unió Soviètica el regiment de von Choltitz va ser destinat al setge de Sebastòpol el 1942. El 27 d'agost passà a la reserva de l'OKH i va ser delegat amb el comandament de la 260a divisió d'infanteria. L'1 de setembre de 1942 va ser promogut a major general. El 12 d'octubre de 1942 va ser destacat durant dues setmanes a l'Acadèmia de Tropes Panzer; i el 15 de novembre és enviat per informació a la 100a Brigada Panzer i a l'Acadèmia de Comandament de París, fins al 7 de desembre.
L'1 de març de 1943, a tinent general, sent nomenat comandant de l'11a Divisió Panzer (5 de març de 1943-1 d'octubre de 1943) i comandant del  XXXXVIII Panzerkorps (1 d'octubre de 1943-15 de novembre de 1943); passant a la reserva fins a l'1 de març de 1944; fent un curs per Generals Comandants entre el 5 i el 25 de gener de 1944.
Entre març i abril de 1944 serví a Itàlia com a comandant del LXXXVI. Panzerkorps, tornant a la reserva entre el 16 d'abril i el 13 de juny, en què va ser enviat al Front Occidental.

### Governador de París
L'1 d'agost de 1944 von Choltitz va ser promogut al rang de General der Infanterie i, el 7 d'agost, va ser nomenat pel mateix Hitler governador militar de París. Arribà a la ciutat el 9 d'agost. Durant els 16 dies següents, afirmà haver desobeït diverses ordres directes de Hitler per destruir la ciutat. L'ordre de Hitler del 23 d'agost deia: «La ciutat no ha de caure en mans enemigues llevat que sigui un munt de runes» Una narració comuna diu que Hitler el trucà irat, cridant « "Brennt Paris?" » (París està cremant?); encara que segons el coronel general Jodl, cap de l'estat major de Hitler, aquesta pregunta la hi van fer a ell. Continuava: «Jodl, vull saber-ho... París està cremant? París s'està cremant ara, Jodl?»
Von Choltitz afirmaria haver evitat un complet alçament dels habitants de la ciutat i batalles directes a la ciutat mitjançant una barreja de contacte actiu amb els enemics, negociacions amb la Resistance i demostracions de poder, finalment evità que la ciutat patís grans danys. Ell i els 17.000 homes a les seves ordres es rendiren al general Leclerc i al cap de la Resistència Henri Rol-Tanguy a la Gare Montparnasse a el 25 de 1944. Per evitar un segon Stalingrad, von Choltitz va ser vist com el "salvador de París" per alguns.

### Captivitat i final

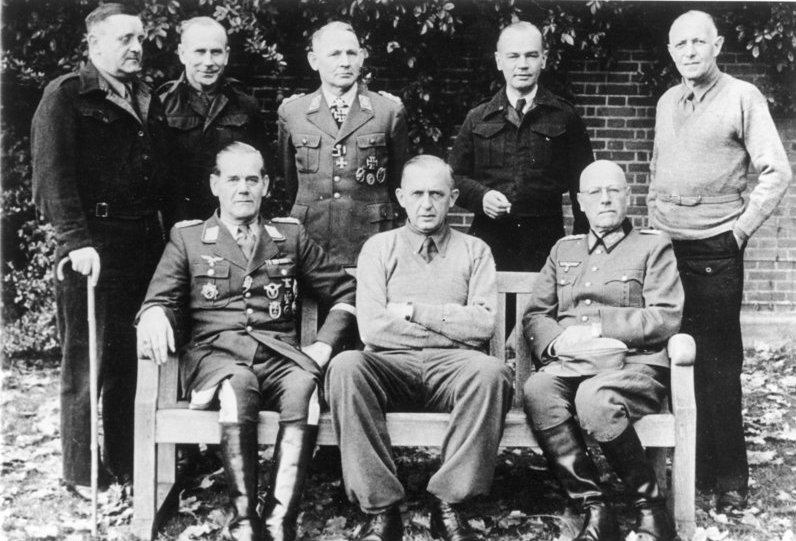
Von Choltitz (a l'esquerra) a Trent Park.

Va ser retingut durant un temps a Trent Park, al nord de Londres, un camp de presoners per a oficials superiors alemanys. Sense que ho sabessin els interns, moltes de les seves converses van ser enregistrades.
En aquestes converses von Choltitz es dolia perquè Alemanya havia permès que els nazis assolissin el poder o perquè a Rússia havia hagut d'executar jueus. (enregistrat el 29 d'agost de 1944).
Després d'un temps a Camp Clinton (Mississipi), va ser alliberat pels Aliats a l'abril de 1947. Dietrich von Choltitz va morir al novembre de 1966 a Baden-Baden, de resultes d'una llarga malaltia que provenia de la guerra. Va ser enterrat al cementiri de Baden-Baden, en presència de diversos oficials d'alt rang francesos.

## Al cinema
A la pel·lícula Is Paris Burning?, Dietrich von Choltitz va ser interpretat per l'actor Gert Fröbe.

## Dates de promoció
Charakter als Fähnrich (6 de març de 1914);
 Offiziers-Stellvertreter (12 d'agost de 1914);
 Leutnant (16 d'octubre de 1914);
 Oberleutnant (1 de novembre de 1924);
 Rittmeister (1 d'abril de 1929);
 Major (1 d'agost de 1935);
 Oberstleutnant (1 d'abril de 1938);
 Oberst (1 d'abril de 1941);
 Generalmajor (1 de setembre de 1942);
 Generalleutnant (1 de març de 1943);
 General der Infanterie (1 d'agost de 1944)

## Condecoracions
Creu de Cavaller de la Creu de Ferro (35è), com tinent coronel i comandant del III Batalló/16è Regiment d'Infanteria (29/05/1940)
 Creu Alemanya d'Or (64/7): com coronel i comandant del 16è Regiment d'Infanteria (08/02/1942)
 Creu de Cavaller de l'orde Militar de Sant Enric (26/12/1917)
 Creu de Ferro 1914 de 1a Classe
 Creu de Ferro 1914 de 2a Classe
 Creu de Cavaller de II Classe amb Espases de l'orde del Mèrit de l'Estat Lliure de Saxònia
 Creu de Cavaller de II Classe amb Espases de l'orde d'Albert
 Insígna de Ferit 1918 en Plata
 Creu d'Honor 1914-1918
 Medalla del Llarg Servei a la Wehrmacht de I i IV classe
 Medalla de l'1 d'octubre de 1938
 Barra 1939 a la Creu de Ferro de I Classe (19/05/1940)
 Barra 1939 a la Creu de Ferro de I Classe (14/05/1940)
 Insígnia de l'Assalt d'Infanteria (17/09/1940)
Certificat d'aprovació del Comandant de l'Exèrcit de la destrucció d'aeronaus (401) (3/10/1941)
 Insígna de Ferit 1939 en Or (25/3/1943)
 Medalla de la Campanya d'Hivern a l'Est 1941/42
Escut de Crimea
 Gran Oficial amb Espases de l'orde de l'Estrella de Romania
 Orde de Miquel el Valent de 3a classe (Romania) (6/10/1942)
 Cavaller de la Legió d'Honor (França) (1955)